# Xuân Thanh
Xuân Thanh is een phường van Long Khánh, een thị xã in de provincie Đồng Nai.